# Manfred Kokot
Manfred Kokot (Templin, 3 gennaio 1948) è un ex velocista tedesco.
Grazie alle sue doti di scattista, ottenne eccellenti risultati soprattutto sui 60 metri indoor e come primo frazionista nella staffetta 4×100.

## Biografia
Nel 1971 vinse la sua prima medaglia internazionale giungendo terzo sui 60 metri ai Campionati europei indoor. Nello stesso anno fu il primo tedesco orientale a correre i 100 metri in 10 secondi netti, eguagliando il record europeo.
Nel 1972 partecipò alle Olimpiadi di Monaco di Baviera dove ottenne un quinto posto nella staffetta 4×100, a soli 11 centesimi dal podio, mentre nella gara individuale non andò oltre i quarti di finale.
Dopo due secondi posti nei 60 metri ai campionati europei indoor del 1973 e del 1974, seguiti da un terzo posto con la staffetta ai campionati europei del 1974, a Montréal 1976 conquistò la medaglia d'argento olimpica con la staffetta 4×100 insieme ai connazionali Jorg Pfeifer, Klaus-Dieter Kurrat e Alexander Thieme.
Stesso risultato ottenne con la staffetta della Germania Est nella Coppa del mondo del 1977 e ai Campionati europei del 1978.

## Palmarès
| Anno | Manifestazione  | Sede      | Evento      | Risultato | Prestazione | Note |
| ---- | --------------- | --------- | ----------- | --------- | ----------- | ---- |
| 1971 | Europei indoor  | Sofia     | 60 metri    | Bronzo    | 6"8         |      |
| 1973 | Europei indoor  | Rotterdam | 60 metri    | Argento   | 6"66        |      |
| 1974 | Europei indoor  | Göteborg  | 60 metri    | Argento   | 6"63        |      |
| 1974 | Europei         | Roma      | 4×100 metri | Bronzo    | 38"99       |      |
| 1976 | Giochi olimpici | Montréal  | 4×100 metri | Argento   | 38"66       |      |
| 1978 | Europei         | Praga     | 4×100 metri | Argento   | 38"78       |      |

## Altre competizioni internazionali
1977
- Coppa Europa di atletica leggera ( Helsinki)